# بخشداری چاه‌ورز
بخش‌داری چاه‌ورز هشتادوچهارمین بخشداری استان فارس در جهت رسیدگی به امور بخش چاهورز است. این بخش‌داری در شهر چاه‌ورز واقع شده‌است.

## تاریخچه
طرح ابتدایی تأسیس بخش چاه‌ورز در سال ۱۳۸۲ ایجاد شد. پیگیری‌هایی که توسط مسئولان استانی و شهرستانی و محمدعلی حیاتی که در دو دوره نمایندگی شهرستان لامرد باعث تأسیس بخش چاه‌ورز شد.

## ساختمان بخش‌داری
فرماندار لامرد در طی چند جلسه با خیران و معتمدان چاه‌ورز در این مورد انجام داد تا اینکه ساختمان بخشداری به همراه محل استقرار بخشدار چاه‌ورز با تمام تجهیزات لازم از سوی مردم و خیران فراهم شده‌است. ساختمان بخش در شهر چاه‌ورز حدفاصل میدان شهدا تا میدان جوشن گراشی جنب پاسگاه چاه‌ورز واقع شده است.

## بخش‌دارها
- بهرام الهیاری[۲] (شهریور ۱۳۹۲ تا ؟)
- عبدالرضا حق‌شناس